# بخش پلزو
بخش پلزو (به فرانسوی: Arrondissement de Palaiseau) یک بخش در فرانسه است که در اسون واقع شده‌است.